# Hellraiser: Inferno
Hellraiser: Inferno is een Amerikaanse horrorfilm uit 2000 onder regie van Scott Derrickson. Het is het eerste deel in de Hellraiser-filmserie waar de oorspronkelijke bedenker Clive Barker niet bij betrokken was. Het was tevens het eerste deel dat direct-naar-video werd uitgebracht.

## Synopsis
Pinhead is terug en hij is stekeliger dan ooit. Sterker nog: hij is laaiend! Een smeris uit L.A. zit in de hel. Zijn enige ontsnappingsmogelijkheid is de almachtige puzzelkubus. Als hij de puzzel oplost is hij vrij, maar er is één probleem. En dat probleem is de gruwelijke demon Pinhead. Hij heeft de kubus en is beslist niet van plan hem uit handen te geven.

## Rolverdeling
| Acteur               | Personage               |
| -------------------- | ----------------------- |
| Doug Bradley         | Pinhead                 |
| Craig Sheffer        | Detective Joseph Thorne |
| Nicholas Turturro    | Detective Tony Nenonen  |
| James Remar          | Dr. Paul Gregory        |
| Nicholas Sadler      | Bernie                  |
| Noelle Evans         | Melanie Thorne          |
| Lindsay Taylor       | Chloe                   |
| Matt George          | Leon Gaultier           |
| Michael Shamus Wiles | Mr. Parmagi             |
| Sasha Barrese        | Daphne Sharp            |
| Kathryn Joosten      | Moeder                  |
| Jessica Elliot       | Jonge Joseph’s moeder   |
| Carmen Argenziano    | Kapitein                |
| J.B. Gaynor          | Jonge Joseph            |